# Mustapha Khanoussi
Mustapha Khanoussi (arabe : مصطفى الخنوسي) est un historien, archéologue et épigraphiste tunisien spécialiste de l'Afrique romaine.

## Biographie
Diplômé de l'université Panthéon-Sorbonne avec un doctorat en histoire ancienne et archéologie, il occupe plusieurs postes au cours de sa carrière, y compris celui de directeur de recherche, puis directeur de l'Institut national du patrimoine et directeur de la Mission archéologique tunisienne au Bahreïn (1984-1985). Conservateur en chef de plusieurs sites archéologiques, comme ceux de Carthage, Chemtou, Bulla Regia et Dougga, il est membre de plusieurs jurys nationaux de recrutement pour les différents niveaux de l'enseignement supérieur, des comités de rédaction de plusieurs revues académiques ainsi que de plusieurs sociétés savantes maghrébines et européennes.
Conseiller scientifique de l'Organisation arabe pour l'éducation, la culture et les sciences en matière de protection du patrimoine archéologique et conseiller depuis 2021 du ministre tunisien de la Culture en matière de protection du patrimoine culturel et historique, il est l'auteur de plusieurs ouvrages et articles fondamentaux pour la connaissance historique de l'Afrique du Nord antique,.

## Publications

### Français
- Jean-Claude Golvin et Mustapha Khanoussi, Dougga, études d'architecture religieuse, vol. 1 : Les sanctuaires des victoires de Caracalla, de Pluton et de Caelestis, Bordeaux, Ausonius, coll. « Mémoires », 2005, 214 p. (ISBN 978-2-910023-52-2).
- Mustapha Khanoussi (dir.), Gafsa : un territoire contrasté, des « mondes » juxtaposés, Tunis, Agence de mise en valeur du patrimoine et de promotion culturelle, 2022.
- Mustapha Khanoussi (dir.), L'Afrique du Nord antique et médiévale : Protohistoire, les cités de l'Afrique du Nord, fouilles et prospections récentes, Tunis, Institut national du patrimoine, 2003, 539 p. (ISBN 978-9973-912-47-3).
- Mustapha Khanoussi, Dougga, Tunis, Agence de mise en valeur du patrimoine et de promotion culturelle, 2008 (ISBN 978-9973-954-33-6).
- Mustapha Khanoussi, Gestion et conservation du patrimoine culturel immobilier dans les pays du Maghreb : la Tunisie, Paris, Unesco, 2009, 48 p. (lire en ligne).
- Mustapha Khanoussi et Tahar Ayachi, Gafsa, une terre, une histoire, des hommes, Tunis, Simpact, 2012.
- Mustapha Khanoussi et Mansour Ghaki (dir.), Die Numider, 40 ans après : bilan et perspectives des recherches sur les Numides, Tunis, Ministère de la Culture, 2021.
- Mustapha Khanoussi et Louis Maurin, Dougga (Thugga) : études épigraphiques, Paris, De Boccard, 1997, 277 p. (ISBN 978-2-910023-06-5).
- Mustapha Khanoussi et Louis Maurin (dir.), Mourir à Dougga : recueil des inscriptions funéraires, Bordeaux, Ausonius, 2002, 899 p. (ISBN 978-2-910023-32-4)[7].
- Mustapha Khanoussi et Louis Maurin (dir.), Dougga, fragments d'histoire : choix d'inscriptions latines éditées, traduites et commentées (Ier – IVe siècles), Bordeaux, Ausonius, 2000, 348 p. (ISBN 978-2-910023-17-1).
- Yvon Thébert (dir.), Azedine Beschaouch, Roger Hanoune et Mustapha Khanoussi, Recherches archéologiques franco-tunisiennes à Bulla Regia, vol. I : Miscellanea, Rome, École française de Rome, 1983, 191 p. (ISBN 2-7283-0046-1)[8].
- Collectif (dir.), De Carthage à Kairouan : musée du Petit Palais de la Ville de Paris, 20 octobre 1982-27 février 1983, Paris, Association française d'action artistique, 1982, 280 p. (ISBN 978-2-86545-015-2).

### Autres langues
- (de) Hans Roland Baldus (de) (dir.), Mustapha Khanoussi et Philipp von Rummel (de), Der Spätantike Münzschatz von Simitthus/Chimtou, Wiesbaden, Reichert Verlag, 2014, 272 p. (ISBN 978-3-95490-068-8).
- (de) Ulrike Hess, Klaus Müller et Mustapha Khanoussi, Die Brücke über die Majrada in Chimtou, Wiesbaden, Reichert Verlag, 2017, 160 p. (ISBN 978-3-95490-246-0).
- (it) Mustapha Khanoussi et Attilio Mastino (dir.), Uchi Maius, vol. I : Scavi e ricerche epigrafiche in Tunisia, Sassari, Editrice Democratica Sarda, 1997, 389 p.
- (it) Mustapha Khanoussi et Attilio Mastino (dir.), Uchi Maius, vol. II : Le iscrizioni, Sassari, Editrice Democratica Sarda, 2006, 751 p. (ISBN 88-6025-024-2).
- (it) Mustapha Khanoussi et Attilio Mastino (dir.), Uchi Maius, vol. III : I frantoi miscellanea, Sassari, Editrice Democratica Sarda, 2007, 674 p. (ISBN 978-88-6025-032-2).
- (de) Mustapha Khanoussi et Volker Michael Strocka (dir.), Thugga, vol. I : Grundlagen und Berichte, Mayence, Philipp von Zabern, 2002, 134 p. (ISBN 978-3-8053-2892-0).
- (de) Rainer Stutz (dir.), Mustapha Khanoussi et Volker Michael Strocka, Drei Hanghäuser in Thugga : Maison des trois Masques, Maison du Labyrinthe, Maison de Dionysos et d'Ulysse, Mayence, Philipp von Zabern, 2007, 36 p. (ISBN 978-3-8053-3758-8).